# Frank Mir
Francisco Santos Mir III, noto semplicemente come Frank Mir (Las Vegas, 24 maggio 1979) è un artista marziale misto statunitense di origini cubane e brasiliane.
Combatte nella divisione dei pesi massimi per la promozione statunitense Bellator MMA.
Fino al 2017 è stato sotto contratto con la UFC, nella quale è stato campione di categoria nel 2004 lasciando poi la cintura vacante a causa di un brutto incidente con la moto; è stato anche campione ad interim nel 2008.
Ha lottato per il titolo indiscusso in altre due occasioni, nel 2009 contro Brock Lesnar e nel 2012 contro Junior dos Santos, e una seconda volta per la cintura ad interim nel 2010 contro Shane Carwin, venendo sconfitto per KO/KO tecnico in tutti e tre gli incontri. Ha fatto anche da allenatore nell'ottava stagione del reality show The Ultimate Fighter.

## Caratteristiche tecniche
Mir è noto per essere uno dei più forti grappler della sua divisione: il suo jiu jitsu brasiliano è di primissimo livello e lo ha spesso portato a vittorie tramite sottomissione, in particolare leve agli arti. Per contro dimostra una fase in piedi abbastanza basilare e in carriera ha dimostrato di essere vulnerabile proprio contro validi striker.

## Carriera
Frank Mir debutta nelle MMA contro Jerome Smith a HOOKnSHOOT - Showdown il 14 luglio 2001. Mir riuscì a vincere quel match per decisione e ne vinse un altro, per sottomissione, contro Dan Quinn a IFC Warriors Challenge 15.

### UFC
Grazie alla conoscenza del match-maker della UFC Joe Silva, Mir entra nell'ottica della federazione e il 2 novembre 2001 debutta nella promozione di Dana White in un match contro Roberto Travern, cintura nera sesto dan di BJJ e campione openweight ADCC Submission Wrestling del 1999. Anche questa volta fu Mir ad aggiudicarsi l'incontro, per sottomissione dell'avversario in seguito ad un armbar. Vinse poi un match contro Pete Williams, prima di perdere contro Ian Freeman. Vinse ancora contro Tank Abbott, due match contro Wes Sims e soprattutto contro Tim Sylvia, match che gli permise di vincere il vacante UFC Heavyweight Championship, il 19 giugno 2004.
Quando tutto sembrava andare per il verso giusto nella carriera di Mir, il 17 settembre 2004 ebbe un grave incidente con la sua motocicletta: si ruppe quindi il femore ed ebbe molti problemi ai legamenti del suo ginocchio. Fu subito chiarito, però, che questo incidente non avrebbe compromesso il prosieguo della sua carriera nelle mixed martial arts. Il titolo mondiale della UFC andò quindi a Andrei Arlovski.
Tornò a combattere il 4 febbraio 2006, perdendo contro Márcio Cruz. Riuscì poi a sconfiggere Dan Christison, prima di essere battuto da Brandon Vera per knock-out. Gli ultimi due suoi match terminarono allo stesso modo: una vittoria per sottomissione prima contro Antoni Hardonk e poi contro Brock Lesnar.
Il 27 dicembre 2008, nell'UFC 92, ha guadagnò il titolo ad interim della divisione pesi massimi battendo per TKO (pugni) nel secondo round "Minotauro" Antônio Rodrigo Nogueira. Nell'UFC 100 subì la sua quarta sconfitta in carriera per mano di Brock Lesnar, nell'incontro valevole per il titolo unificato dei pesi massimi.
Lo statunitense, cambiando preparazione atletica e con 10 kg in più di massa muscolare rispetto all'ultima infelice prestazione, tornò alla vittoria il 12 dicembre 2009, sottomettendo con una "Guillotine Choke" il francese Cheick Kongo.
Nell'UFC 111 perderà contro Shane Carwin per KO nel primo round, nell'incontro valevole per il titolo ad interim.
Il 25 settembre gli viene proposto di ricombattere contro "Minotauro" Antônio Rodrigo Nogueira nel main event dell'UFC 119 ma, a causa di un infortunio del brasiliano, combatterà e vincerà grazie ad una ginocchiata contro "Cro Cop" Mirko Filipović in un match poco spettacolare.
Il 28 maggio 2011 sconfigge ai punti Roy Nelson. Il 10 dicembre 2011, UFC 140, affronta nuovamente "Minotauro" Antônio Rodrigo Nogueira. Dopo essere stato quasi sul punto di finire KO nel primo round, Mir ribalta un tentativo di sottomissione di Minotauro con una kimura, procurando a quest'ultimo una frattura al braccio destro e vincendo uno dei migliori incontri della propria carriera, incontro poi premiato Comeback of the Year e Submission of the Year ai Fighters Only World MMA Awards del 2012.
Nel 2012 Mir avrebbe dovuto affrontare Cain Velasquez per decidere il successivo sfidante al titolo di categoria, mentre per il titolo avrebbero dovuto lottare il campione in carica Junior dos Santos ed il pluricampione di MMA e K-1 Alistair Overeem: quest'ultimo venne però trovato positivo al doping e sostituito proprio con Mir, che poté quindi lottare subito per la cintura.
L'incontro mette in evidenza ancora una volta la debolezza di Mir nei confronti di bravi striker come dos Santos, che si difende bene dai tentativi di takedown del nativo di Las Vegas e lo stende nel secondo round, portando lo score di sconfitte di Mir a 6, tutte per KO tecnico e tre di queste valide per il titolo dei pesi massimi UFC.
Nel 2013 venne sconfitto anche dal campione Strikeforce e numero 3 dei ranking Daniel Cormier, il quale impose a Mir un incontro prevalentemente di clinch.
In agosto, ad una settimana dall'incontro con Josh Barnett, a Frank Mir venne permesso l'utilizzo della terapia ormonale sostitutiva con testosterone; contro l'ex campione UFC e Pancrase ed ex protagonista in Pride, Affliction e Strikeforce Mir subisce la terza sconfitta consecutiva, questa volta con un veloce KO in meno di due minuti dall'inizio del match.
Capitolò una quarta volta nel 2014 contro l'ex campione K-1, Strikeforce e Dream Alistair Overeem, il quale s'impose in tutti e tre i round.
Tornò alla vittoria solamente nel febbraio del 2015 con un KO ai danni di Antônio "Bigfoot" Silva dinanzi al pubblico brasiliano, ottenendo il premio Performance of the Night. A luglio dovette affrontare Todd Duffee; già dal primo round entrambi gli atleti cominciarono a connettere con una serie violenta di colpi in piedi, dopo poco più di un minuto Mir rispose con un potente gancio sinistro ad un attacco azzardato di Duffee mettendolo definitivamente KO. Con questa vittoria ottenne per due volte di fila il premio Performance of the Night.
A settembre affrontò l'ex campione dei pesi massimi Andrei Arlovski all'evento UFC 191, dove venne sconfitto per decisione unanime. A marzo del 2016 venne messo KO con un devastante gancio destro da Mark Hunt a soli tre minuti dall'inizio dell'incontro; il 7 aprile seguente Mir venne informato dalla U.S. Anti-Doping Agency (USADA) che durante i test anti-doping effettuati prima del match contro Hunt venne trovato positivo ad alcuni metabolizzanti.

### Bellator MMA
Il 17 agosto 2017 la Bellator MMA annuncia di aver messo sotto contratto Mir con un accordo che prevede più incontri.
Il suo debutto nella federazione avviene il 28 aprile 2018 all'evento Bellator 198 contro la leggenda vivente delle MMA Fedor Emilianenko nel terzo turno preliminare del torneo per decretare il nuovo campione dei pesi massimi. Mir viene messo KO dopo soli 48 secondi dall'inizio dell'incontro.

## Risultati nelle arti marziali miste
| Risultato | Record | Avversario               | Metodo                                                  | Evento                             | Data              | Round | Tempo | Luogo                      | Note                                                                          |
| --------- | ------ | ------------------------ | ------------------------------------------------------- | ---------------------------------- | ----------------- | ----- | ----- | -------------------------- | ----------------------------------------------------------------------------- |
| Vittoria  | 19-13  | Roy Nelson               | Decisione (unanime)                                     | Bellator 231                       | 25 ottobre 2019   | 3     | 5:00  | Uncasville, Stati Uniti    |                                                                               |
| Sconfitta | 18-13  | Javy Ayala               | KO tecnico (sottomissione ai pugni)                     | Bellator 212                       | 14 dicembre 2018  | 2     | 4:30  | Honolulu, Stati Uniti      |                                                                               |
| Sconfitta | 18-12  | Fedor Emilianenko        | KO (pugni)                                              | Bellator 198                       | 28 aprile 2018    | 1     | 0:48  | Rosemont, Stati Uniti      | Debutto in Bellator MMA, quarti di finale del Bellator Heavyweight Grand Prix |
| Sconfitta | 18-11  | Mark Hunt                | KO (pugno)                                              | UFC Fight Night: Hunt vs. Mir      | 20 marzo 2016     | 1     | 3:01  | Brisbane, Australia        |                                                                               |
| Sconfitta | 18-10  | Andrei Arlovski          | Decisione (unanime)                                     | UFC 191: Johnson vs. Dodson 2      | 5 settembre 2015  | 3     | 5:00  | Las Vegas, Stati Uniti     |                                                                               |
| Vittoria  | 18-9   | Todd Duffee              | KO (pugni)                                              | UFC Fight Night: Mir vs. Duffee    | 15 luglio 2015    | 1     | 1:13  | San Diego, Stati Uniti     | Performance of the Night                                                      |
| Vittoria  | 17-9   | Antônio Silva            | KO (pugni e gomitate)                                   | UFC Fight Night: Bigfoot vs. Mir   | 22 febbraio 2015  | 1     | 1:40  | Porto Alegre, Brasile      | Performance of the Night                                                      |
| Sconfitta | 16-9   | Alistair Overeem         | Decisione (unanime)                                     | UFC 169: Barao vs. Faber II        | 1º febbraio 2014  | 3     | 5:00  | Newark, Stati Uniti        |                                                                               |
| Sconfitta | 16-8   | Josh Barnett             | KO Tecnico (ginocchiata)                                | UFC 164: Henderson vs. Pettis      | 31 agosto 2013    | 1     | 1:56  | Milwaukee, Stati Uniti     |                                                                               |
| Sconfitta | 16-7   | Daniel Cormier           | Decisione (unanime)                                     | UFC on Fox: Henderson vs. Melendez | 20 aprile 2013    | 3     | 5:00  | San Jose, Stati Uniti      |                                                                               |
| Sconfitta | 16-6   | Junior dos Santos        | KO Tecnico (pugni)                                      | UFC 146: Dos Santos vs. Mir        | 26 maggio 2012    | 2     | 3:04  | Las Vegas, Stati Uniti     | Per il titolo dei Pesi Massimi UFC                                            |
| Vittoria  | 16-5   | Antônio Rodrigo Nogueira | Sottomissione Tecnica (kimura)                          | UFC 140: Jones vs. Machida         | 10 dicembre 2011  | 1     | 3:38  | Toronto, Canada            | Submission of the Night                                                       |
| Vittoria  | 15-5   | Roy Nelson               | Decisione (unanime)                                     | UFC 130: Rampage vs. Hamill        | 28 maggio 2011    | 3     | 5:00  | Las Vegas, Stati Uniti     |                                                                               |
| Vittoria  | 14-5   | Mirko Filipović          | KO (ginocchiata)                                        | UFC 119: Mir vs. Cro Cop           | 25 settembre 2010 | 3     | 4:02  | Indianapolis, Stati Uniti  |                                                                               |
| Sconfitta | 13-5   | Shane Carwin             | KO (pugni)                                              | UFC 111: St-Pierre vs. Hardy       | 27 marzo 2010     | 1     | 3:48  | Newark, Stati Uniti        | Per il titolo dei Pesi Massimi UFC ad Interim                                 |
| Vittoria  | 13-4   | Cheick Kongo             | Sottomissione Tecnica (ghigliottina)                    | UFC 107: Penn vs. Sanchez          | 12 dicembre 2009  | 1     | 1:12  | Memphis, Stati Uniti       |                                                                               |
| Sconfitta | 12-4   | Brock Lesnar             | KO (pugni)                                              | UFC 100                            | 11 luglio 2009    | 2     | 1:48  | Las Vegas, Stati Uniti     | Per il titolo dei Pesi Massimi UFC                                            |
| Vittoria  | 12-3   | Antônio Rodrigo Nogueira | KO Tecnico (pugni)                                      | UFC 92: The Ultimate 2008          | 27 dicembre 2008  | 2     | 1:54  | Las Vegas, Stati Uniti     | Vince il titolo dei Pesi Massimi UFC ad Interim                               |
| Vittoria  | 11-3   | Brock Lesnar             | Sottomissione (kneebar)                                 | UFC 81: Breaking Point             | 2 febbraio 2008   | 1     | 1:30  | Las Vegas, Stati Uniti     | Submission of the Night                                                       |
| Vittoria  | 10-3   | Antoni Hardonk           | Sottomissione (kimura)                                  | UFC 74: Respect                    | 25 agosto 2007    | 1     | 1:17  | Las Vegas, Stati Uniti     |                                                                               |
| Sconfitta | 9-3    | Brandon Vera             | KO Tecnico (pugni)                                      | UFC 65: Bad Intentions             | 18 novembre 2006  | 1     | 1:09  | Sacramento, Stati Uniti    |                                                                               |
| Vittoria  | 9-2    | Dan Christison           | Decisione (unanime)                                     | UFC 61: Bitter Rivals              | 8 luglio 2006     | 3     | 5:00  | Las Vegas, Stati Uniti     |                                                                               |
| Sconfitta | 8-2    | Marcio Cruz              | KO Tecnico (pugni e gomitate)                           | UFC 57: Liddell vs. Couture 3      | 4 febbraio 2006   | 1     | 4:10  | Las Vegas, Stati Uniti     |                                                                               |
| Vittoria  | 8-1    | Tim Sylvia               | Sottomissione Tecnica (armbar)                          | UFC 48: Payback                    | 19 giugno 2004    | 1     | 0:50  | Las Vegas, Stati Uniti     | Vince il titolo dei Pesi Massimi UFC                                          |
| Vittoria  | 7-1    | Wes Sims                 | KO (pugni)                                              | UFC 46: Supernatural               | 31 gennaio 2004   | 2     | 4:21  | Las Vegas, Stati Uniti     |                                                                               |
| Vittoria  | 6-1    | Wes Sims                 | Squalificato (calci alla testa dell'avversario a terra) | UFC 43: Pham vs. Mooney            | 6 giugno 2003     | 1     | 2:55  | Las Vegas, Stati Uniti     |                                                                               |
| Vittoria  | 5-1    | Tank Abbott              | Sottomissione (toe hold)                                | UFC 41: Onslaught                  | 28 febbraio 2003  | 1     | 0:46  | Atlantic City, Stati Uniti |                                                                               |
| Sconfitta | 4-1    | Ian Freeman              | KO Tecnico (pugni)                                      | UFC 38: Brawl at the Hall          | 13 luglio 2002    | 1     | 4:35  | Londra, Regno Unito        |                                                                               |
| Vittoria  | 4-0    | Pete Williams            | Sottomissione (shoulder lock)                           | UFC 36: Worlds Collide             | 22 marzo 2002     | 1     | 0:46  | Las Vegas, Stati Uniti     |                                                                               |
| Vittoria  | 3-0    | Roberto Traven           | Sottomissione (armbar)                                  | UFC 34: High Voltage               | 2 novembre 2001   | 1     | 1:05  | Las Vegas, Stati Uniti     | Debutto in UFC                                                                |
| Vittoria  | 2-0    | Dan Quinn                | Sottomissione (triangolo)                               | IFC Warriors Challenge 15          | 31 agosto 2001    | 1     | 2:15  | Oroville, Stati Uniti      |                                                                               |
| Vittoria  | 1-0    | Jerome Smith             | Decisione (unanime)                                     | HOOKnSHOOT-Showdown                | 14 luglio 2001    | 2     | 5:00  | Evansville, Stati Uniti    |                                                                               |

## Record nel pugilato
| No. | Risultato | Record | Avversario       | Metodo              | Data           | Round | Luogo                          | Note |
| --- | --------- | ------ | ---------------- | ------------------- | -------------- | ----- | ------------------------------ | ---- |
| 1   | Sconfitta | 0–1    | Steve Cunningham | Decisione (unanime) | 17 aprile 2021 | 6     | Atlanta, Stati Uniti d'America |      |

## Record Triller Triad Combat
| No. | Risultato | Record | Avversario   | Metodo     | Data             | Round | Luogo                            | Note |
| --- | --------- | ------ | ------------ | ---------- | ---------------- | ----- | -------------------------------- | ---- |
| 1   | Sconfitta | 0–1    | Kubrat Pulev | KO Tecnico | 27 novembre 2021 | 1     | Arlington, Stati Uniti d'America |      |